# Gerbillus harwoodi
Gerbillus harwoodi is een zoogdier uit de familie van de Muridae. De wetenschappelijke naam van de soort werd voor het eerst geldig gepubliceerd door Thomas in 1901.

## Voorkomen
De soort komt voor in Kenia en Tanzania.